# Lennert Brinkhoff
Lennert Brinkhoff (* 20. November 1984 in Bielefeld) ist ein ehemaliger deutscher Sportmoderator.

## Leben
Der in der Nähe von Bielefeld aufgewachsene Brinkhoff spielte in seiner Jugend als Fußballspieler für den TuS Hücker-Aschen, bei dem er während einer Saison 90 Tore erzielte und damit mehr als der spätere Nationalspieler David Odonkor. Beide liefen gemeinsam für die Ostwestfalen-Auswahl auf. Für den TuS Jöllenbeck spielte Brinkhoff in der Landesliga. Der Fan von Arminia Bielefeld erwarb auch eine B-Trainerlizenz.
Wegen seines Sportstudiums zog Brinkhoff im Jahr 2005 nach Stuttgart, wo er seitdem lebt. Parallel betätigte der Ostwestfale sich als Pressesprecher des TV Bittenfeld und jobbte beim SWR. Mit dem Beginn seines Volontariat beim SWR, das von Oktober 2013 bis April 2015 dauerte, fokussierte er sich dann auf seine Laufbahn als Journalist.
Nach seinem Volontariat folgte er im August 2015 auf Johannes Seemüller in das vierköpfige Team der Sendung Sport im Dritten, die er im Wechsel mit Michael Antwerpes, Tom Bartels und Julia Scharf moderiert. Darüber hinaus präsentiert er im SWR-Fernsehen Sport am Samstag und Sport Extra.
Beim FIFA-Konföderationen-Pokal in Russland war er im Sommer 2017 als Reporter für die ARD Sportschau unterwegs. Von der Fußball-Weltmeisterschaft 2018 in Russland berichtete Brinkhoff als Social-Media-Reporter, u. a. aus dem deutschen Quartier.
Als Social-Media-Reporter berichtete Brinkhoff von der Handball-Europameisterschaft 2018 in Kroatien, der Handball-Weltmeisterschaft 2019 in Deutschland und Dänemark sowie der Handball-Europameisterschaft 2020. Hier analysierte er nach Spielende die Partien der deutschen Mannschaft online für die Sportschau, gemeinsam mit Moderator Alexander Bommes, Reporter Florian Naß und Experte Dominik Klein.
Im März 2020 wurde bekannt, dass Brinkhoff bei der Fußball-Europameisterschaft 2020 als Reporter aus dem Quartier der deutschen Fußballnationalmannschaft in Herzogenaurach berichten soll.
Außerdem ist er seit 2017 Moderator des Deutschen Schulpreises. Der Preis wird ein Mal im Jahr von der Robert Bosch Stiftung vergeben. Die Preisverleihung 2017 in Berlin moderierte er gemeinsam mit Tagesschau-Moderatorin Susanne Holst. Bundeskanzlerin Angela Merkel überreichte in der Live-TV-Sendung (Phönix) den Hauptpreis.
Im Juni 2022 kündigte er an, seinen Beruf als Sportmoderator aufzugeben.

## TV-Moderationen
- ab 2015: SWR Fernsehen: Sport im Dritten, Sport am Samstag, Sport Extra
- 2017: Sportschau, ARD: Reporter beim FIFA-Konföderationen-Pokal in Russland
- ab 2018: Sportschau, ARD: Reporter bei Handball-Welt- und Europameisterschaften